# Erlich (Naturschutzgebiet)
Erlich ist ein Naturschutzgebiet im Naturraum Nördliche Oberrhein-Niederung in Baden-Württemberg.

## Geographie
Der größere Teil des Schutzgebiets im Landkreis Karlsruhe liegt auf der zur Gemeinde Dettenheim gehörenden Rußheimer Gemarkung, etwa ein Viertel befindet sich auf Neudorfer Gemarkung der Gemeinde Graben-Neudorf, ein kleiner Teil nördlich der B 35 gehört zur Gemarkung Huttenheim der Stadt Philippsburg.

## Beschreibung
Das Gebiet wurde per Verordnung erst am 27. März 2003 durch das Regierungspräsidium Karlsruhe als Naturschutzgebiet ausgewiesen und hat eine Fläche von 280,6 Hektar. Es wird unter der Schutzgebietsnummer 2.225 geführt und ist in die IUCN-Kategorie IV als Biotop- und Artenschutzgebiet  eingeordnet. Der CDDA-Code lautet 318368  und entspricht zugleich der WDPA-ID.
Der wesentliche Schutzzweck des Naturschutzgebietes ist die Erhaltung, Pflege und Förderung floristisch und faunistisch reichhaltiger grundwassernaher Flächen innerhalb der ehemaligen Mäanderzone des Rheins. Die besondere Vielfalt nebeneinander liegender und verzahnter, von Wassereinfluss geprägter Biotopstrukturen und Pflanzengesellschaften machen das Gebiet für Überregional bedeutsame Vorkommen selten gewordener Tier- und Pflanzenarten unentbehrlich.

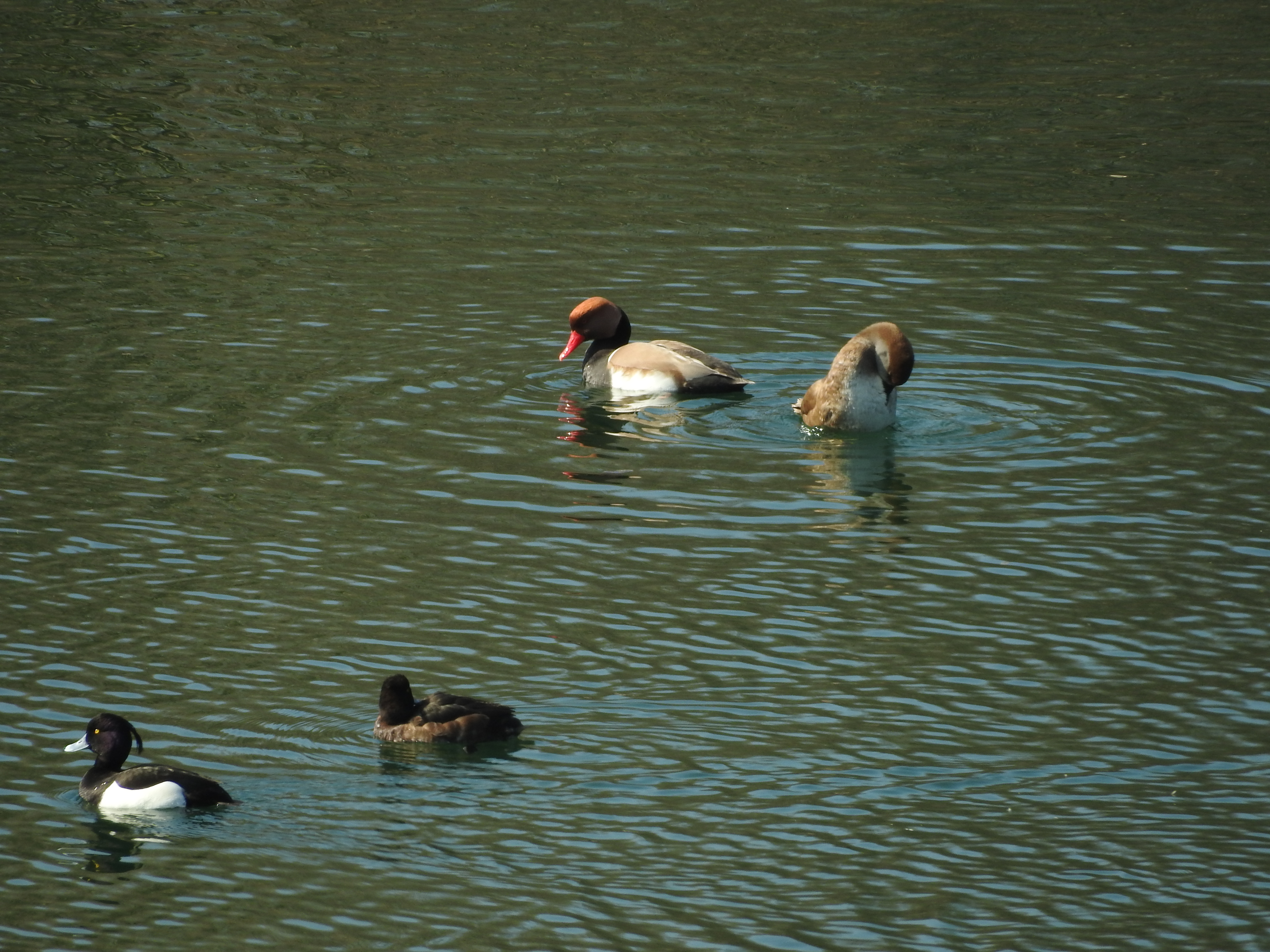
Kolben- und Tafelente im Naturschutzgebiet Erlich

## Flora und Fauna
Die einst hier erhalten gebliebenen, durch hohe Grundwasserstände geprägten Lebensräume mit artenreichen Flachmoorstandorten, mageren Feucht- und Wirtschaftswiesen, Schilfflächen, feuchten Brachflächen und Erlen-Wäldern waren zu einem Refugium überregional stark gefährdeter Tier- und Pflanzenarten geworden. Neben verschiedenen Seggenarten, Libellen, Moorfrosch und Kammmolch wurden Blaukehlchen und Sumpf-Knabenkraut hier gefunden.
Bis zur Jahrtausendwende gab es sogar Vorkommen des Sumpf-Glanzkraut. Mangelndes Interesse der Anliegergemeinden, Verbuschung, eine neue Kleingartenanlage, Sportfischerei, bauliche Maßnahmen der Fischerei, Kiesabbau, Motorradclub, Surfclub und Feldfutterbau vor Jagdständen im oder direkt am NSG haben die Artenvielfalt weitgehend zerstört. Zu den wenigen, erhalten gebliebenen naturnahen Refugien zählt eine Streuwiese in der Größe eines Fußballfeldes mit einigen wenigen Orchideenarten.

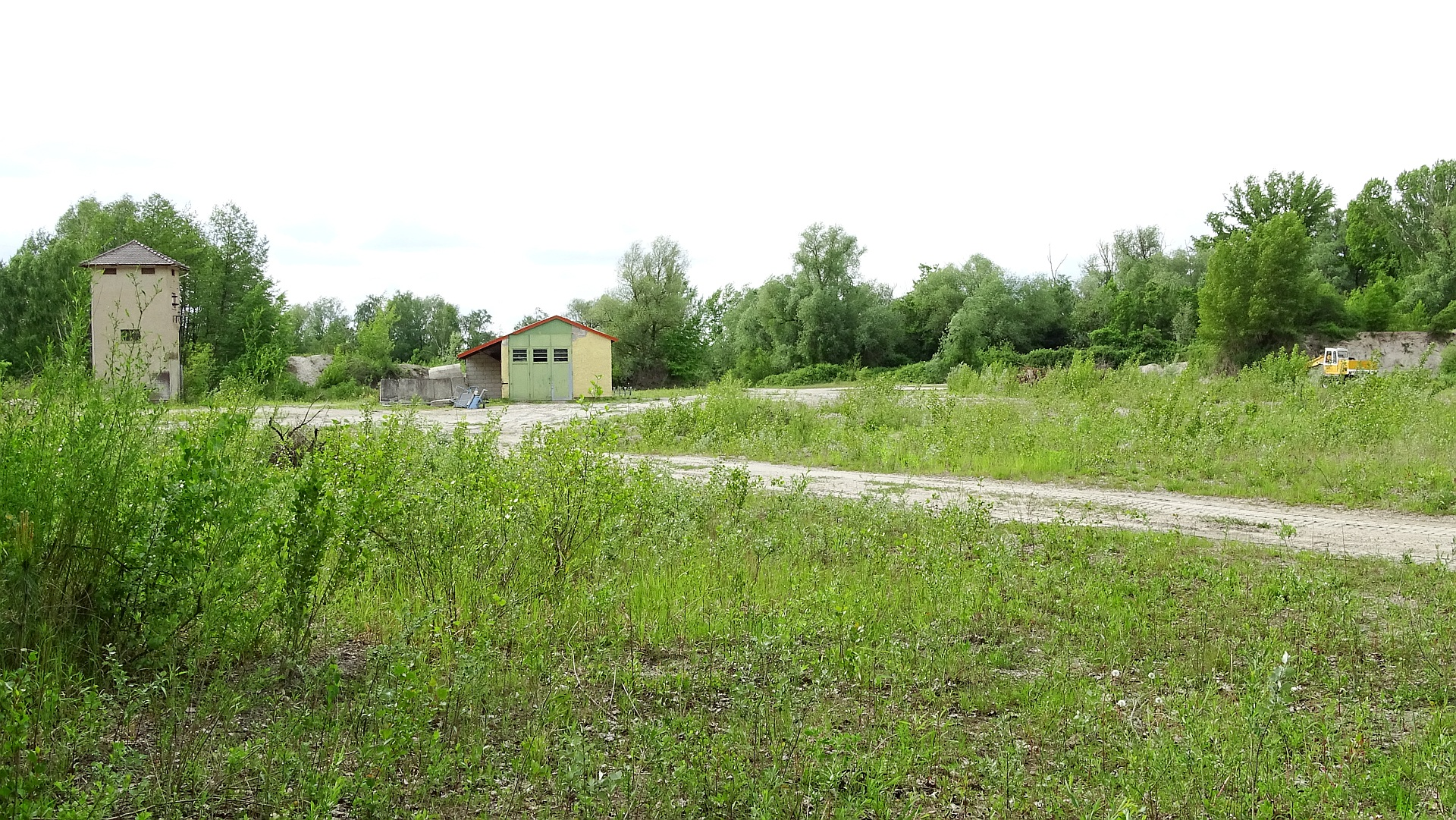
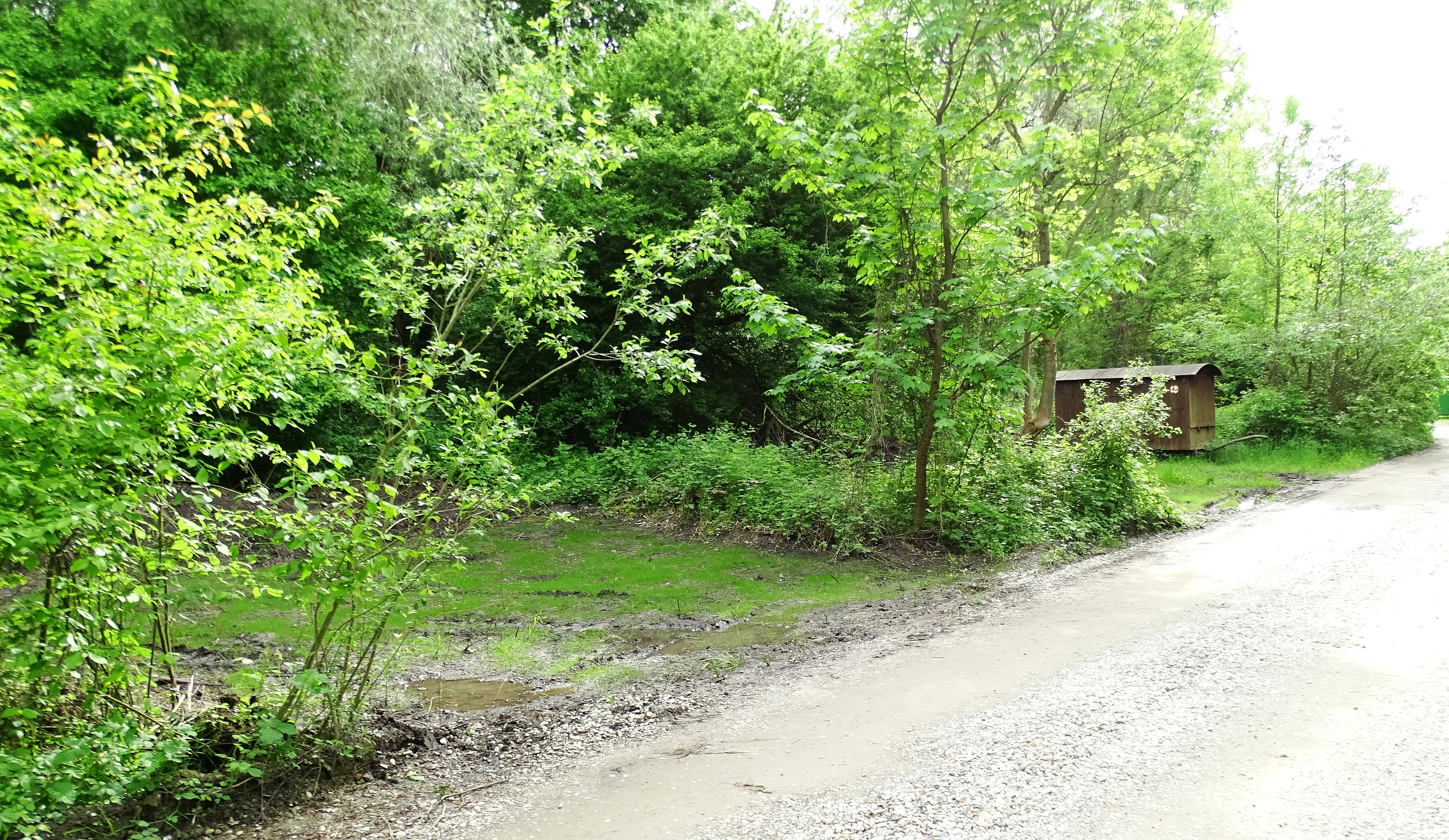
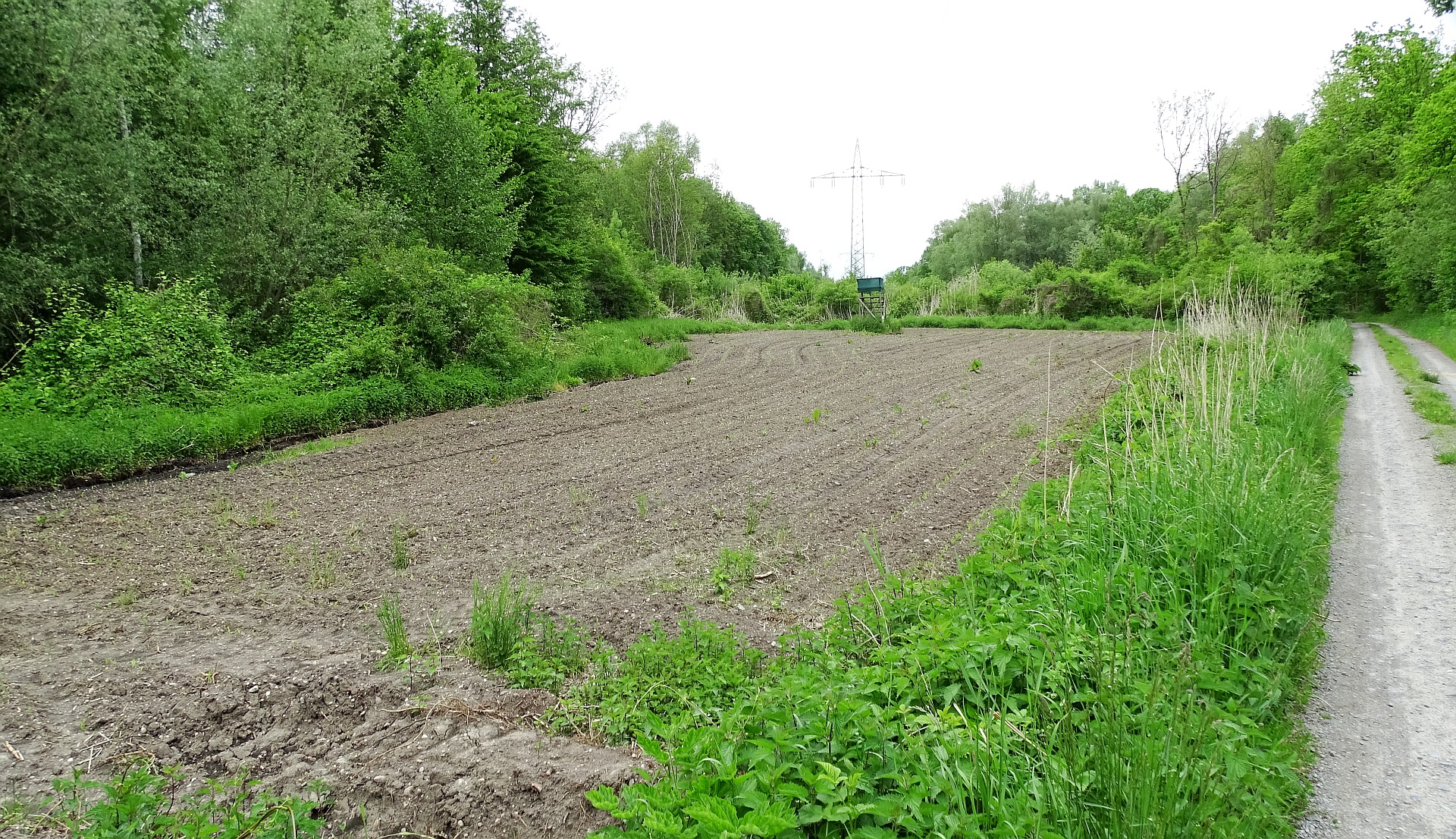
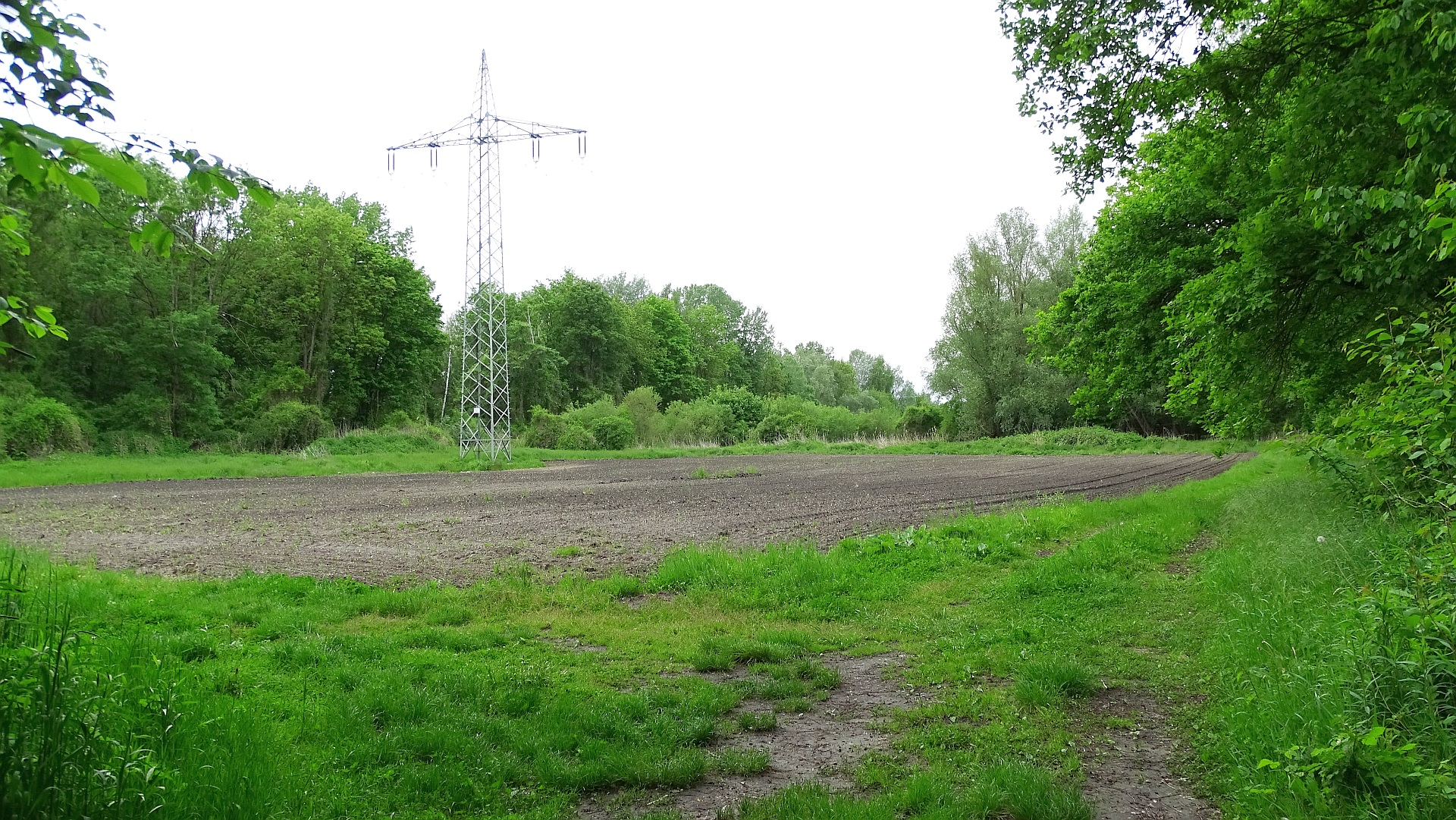
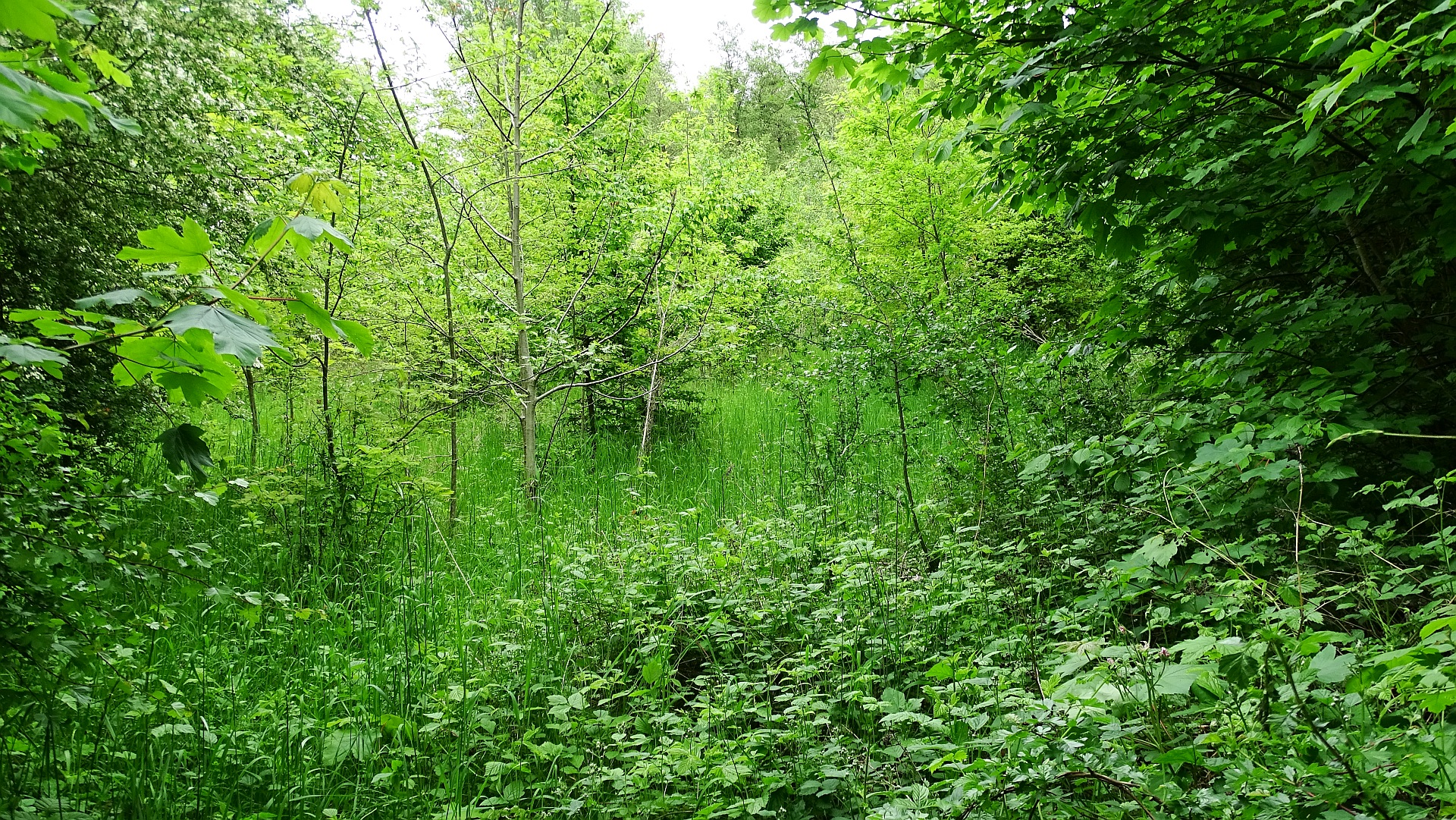
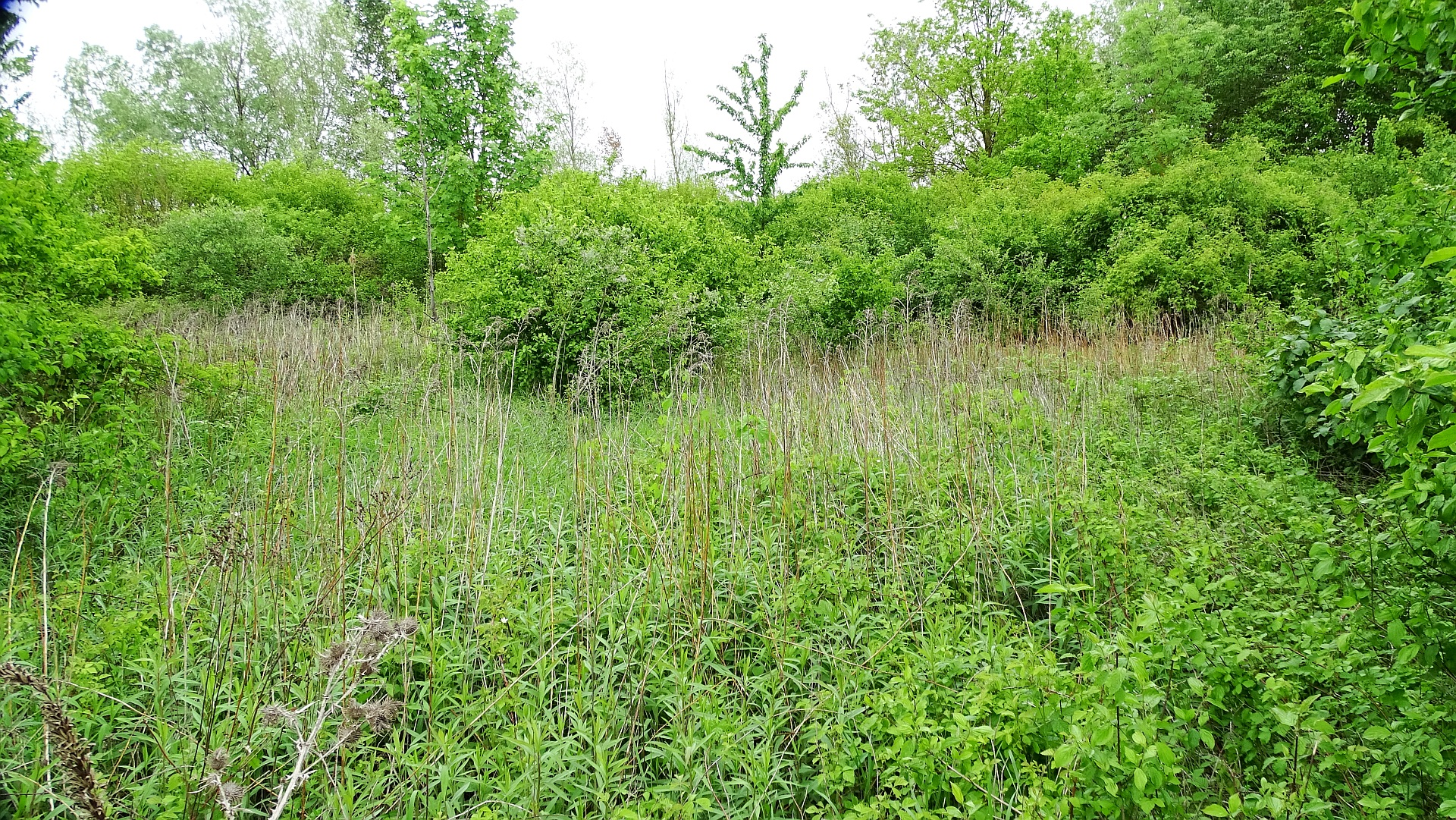
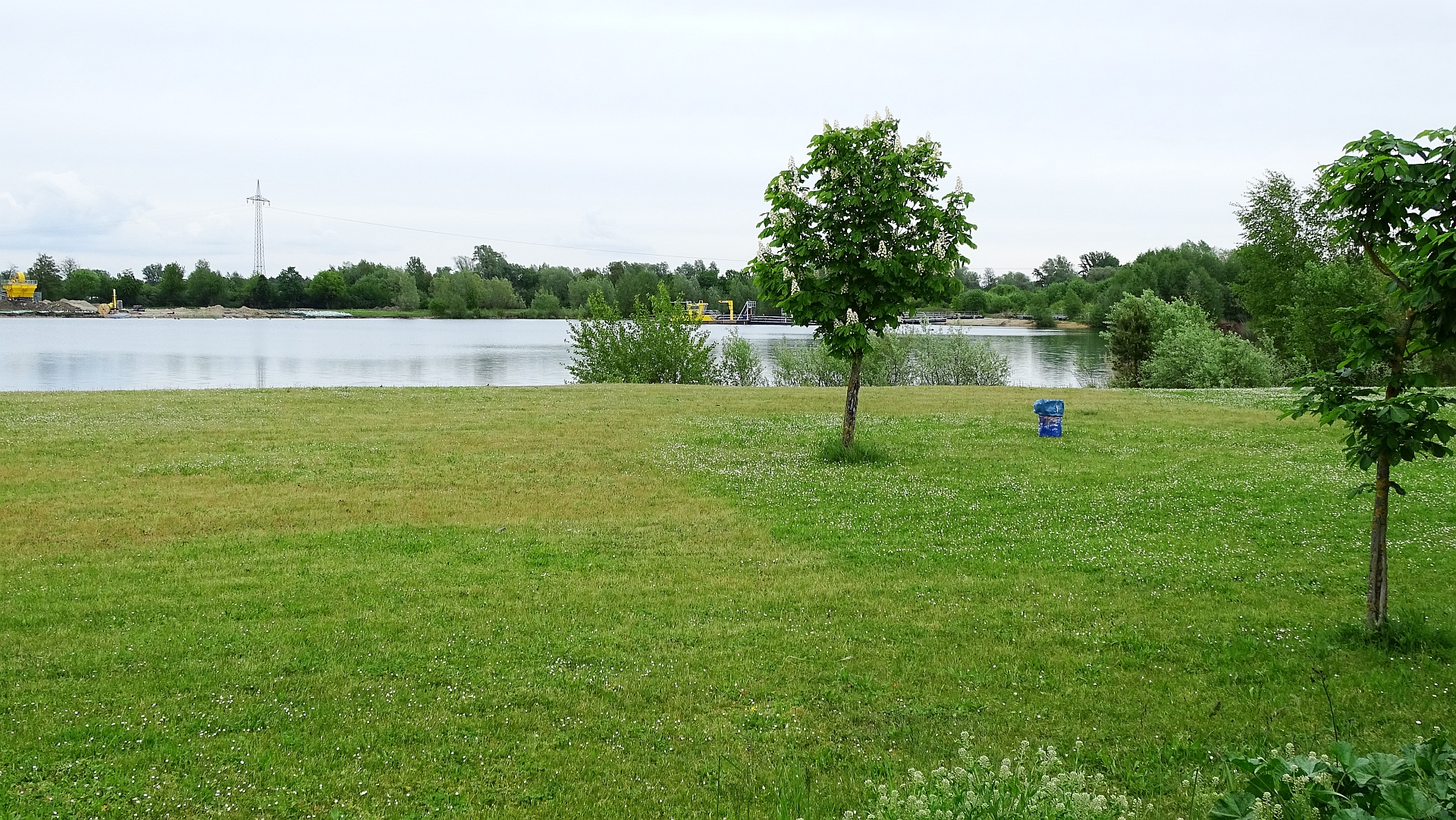

## Geschichte
Teile des Naturschutzgebiets, im Wesentlichen die Waldflächen südlich des Pfander Sees waren bereits seit 1962 als Landschaftsschutzgebiet unter der Bezeichnung Plän Erlich ausgewiesen. Das Landschaftsschutzgebiet wurde bei der Ausweisung des Naturschutzgebiets aufgelöst und die Flächen in das neue Naturschutzgebiet integriert.